# Hydroflumethiazide
Hydroflumethiazide (hoặc Saluron) là một thuốc lợi tiểu.

## Tổng hợp

Tổng hợp hydroflumethiazide: Nhiều bằng sáng chế, ví dụ, Lund và cộng sự, (1966 cho Lövens Kemiske Fabrik).